# Anisothecium planinervium
Anisothecium planinervium là một loài rêu trong họ Dicranaceae. Loài này được Taylor Mitt. mô tả khoa học đầu tiên năm 1869.